# Икителли-Санайи (станция метро)
Икителли-Санайи (тур. İkitelli-Sanayi) — пересадочный узел линий М3 и М9 Стамбульского метрополитена. Открыта 14 июня 2013 года на линии М3. 22 ноября 2013 года был открыт шаттл до станции Олимпият, который 29 мая 2021 года вошел в состав линии М9. Между линиями осуществляется бесплатная пересадка.

## Вид станции
|                     | Путь 1                      | ← в сторону станции Башакшехир - Метрокент |
| Островная платформа |                             |                                            |
| Путь 2              | в сторону станции Киразлы → |                                            |
|                     | Путь 1                      | ← в сторону станции Олимпият               |
| Островная платформа |                             |                                            |
| Путь 2              | в сторону станции Бахарие → |                                            |